# Arsenal Football Club 2015-2016
Questa voce raccoglie le informazioni riguardanti l'Arsenal Football Club nelle competizioni ufficiali della stagione 2015-2016.

## Maglie e sponsor
Lo sponsor ufficiale rimane Fly Emirates, mentre lo sponsor tecnico è Puma.
| Casa | Trasferta | Terza divisa |

## Rosa
| N. |                        | Ruolo | Calciatore                      |
| -- | ---------------------- | ----- | ------------------------------- |
| 2  | Francia (bandiera)     | D     | Mathieu Debuchy                 |
| 3  | Inghilterra (bandiera) | D     | Kieran Gibbs                    |
| 4  | Germania (bandiera)    | D     | Per Mertesacker (vice capitano) |
| 5  | Brasile (bandiera)     | D     | Gabriel                         |
| 6  | Francia (bandiera)     | D     | Laurent Koscielny               |
| 7  | Rep. Ceca (bandiera)   | C     | Tomáš Rosický                   |
| 8  | Spagna (bandiera)      | C     | Mikel Arteta (capitano)         |
| 10 | Inghilterra (bandiera) | C     | Jack Wilshere                   |
| 11 | Germania (bandiera)    | C     | Mesut Özil                      |
| 12 | Francia (bandiera)     | A     | Olivier Giroud                  |
| 13 | Colombia (bandiera)    | P     | David Ospina                    |
| 14 | Inghilterra (bandiera) | A     | Theo Walcott                    |
| 15 | Inghilterra (bandiera) | C     | Alex Oxlade-Chamberlain         |
| 16 | Galles (bandiera)      | C     | Aaron Ramsey                    |

| N. |                        | Ruolo | Calciatore       |
| -- | ---------------------- | ----- | ---------------- |
| 17 | Cile (bandiera)        | A     | Alexis Sánchez   |
| 18 | Spagna (bandiera)      | D     | Nacho Monreal    |
| 19 | Spagna (bandiera)      | C     | Santi Cazorla    |
| 20 | Francia (bandiera)     | C     | Mathieu Flamini  |
| 21 | Inghilterra (bandiera) | D     | Calum Chambers   |
| 23 | Inghilterra (bandiera) | A     | Danny Welbeck    |
| 24 | Spagna (bandiera)      | D     | Héctor Bellerín  |
| 25 | Inghilterra (bandiera) | D     | Carl Jenkinson   |
| 27 | Germania (bandiera)    | A     | Serge Gnabry     |
| 28 | Costa Rica (bandiera)  | A     | Joel Campbell    |
| 33 | Rep. Ceca (bandiera)   | P     | Petr Čech        |
| 34 | Francia (bandiera)     | C     | Francis Coquelin |
| 35 | Egitto (bandiera)      | D     | Mohamed El Neny  |
| 45 | Nigeria (bandiera)     | A     | Alex Iwobi       |

## Calciomercato

### Sessione estiva(dall'1/7 all'1/9)
| Acquisti         | Acquisti          | Acquisti          | Acquisti              |
| R.               | Nome              | da                | Modalità              |
| ---------------- | ----------------- | ----------------- | --------------------- |
| P                | Petr Čech         | Chelsea           | definitivo (14 mln €) |
| D                | Carl Jenkinson    | West Ham Utd      | fine prestito         |
| C                | Joel Campbell     | Villarreal        | fine prestito         |
| A                | Ryō Miyaichi      | Twente            | fine prestito         |
| A                | Lukas Podolski    | Inter             | fine prestito         |
| A                | Yaya Sanogo       | Crystal Palace    | fine prestito         |
| Altre operazioni |                   |                   |                       |
| R.               | Nome              | da                | Modalità              |
| P                | Emiliano Martínez | Rotherham Utd     | fine prestito         |
| D                | Semi Ajayi        | Cardiff City      | fine prestito         |
| C                | Isaac Hayden      | Nottingham Forest | fine prestito         |
| C                | Jon Toral         | Brentford         | fine prestito         |
| A                | Chuba Akpom       | Nottingham Forest | fine prestito         |
| A                | Wellington Silva  | Almería           | fine prestito         |

| Cessioni         | Cessioni                 | Cessioni            | Cessioni               |
| R.               | Nome                     | a                   | Modalità               |
| ---------------- | ------------------------ | ------------------- | ---------------------- |
| P                | Wojciech Szczęsny        | Roma                | prestito               |
| D                | Carl Jenkinson           | West Ham Utd        | prestito               |
| C                | Abou Diaby               | Olympique Marsiglia | svincolato             |
| A                | Serge Gnabry             | West Bromwich       | prestito               |
| A                | Ryō Miyaichi             | St. Pauli           | svincolato             |
| A                | Lukas Podolski           | Galatasaray         | definitivo (2,5 mln €) |
| A                | Yaya Sanogo              | Ajax                | prestito               |
| Altre operazioni |                          |                     |                        |
| R.               | Nome                     | da                  | Modalità               |
| P                | Emiliano Martínez        | Wolverhampton       | prestito               |
| P                | Josh Vickers             | Swansea City        | svincolato             |
| D                | Semi Ajayi               | Cardiff City        | svincolato             |
| D                | Brandon Ormonde-Ottewill | Swindon Town        | svincolato             |
| C                | Dan Crowley              | Barnsley            | prestito               |
| C                | Jack Debb                | Stevenage           | svincolato             |
| C                | Ainsley Maitland-Niles   | Ipswich Town        | prestito               |
| C                | Isaac Hayden             | Hull City           | prestito               |
| C                | Jon Toral                | Birmingham City     | prestito               |
| C                | Gedion Zelalem           | Rangers             | prestito               |
| A                | Chuba Akpom              | Hull City           | prestito               |
| A                | Austin Lipman            |                     | svincolato             |
| A                | Wellington Silva         | Bolton              | prestito               |

### Sessione invernale(dall'4/1 all'1/2)
| Acquisti | Acquisti        | Acquisti      | Acquisti               |
| R.       | Nome            | da            | Modalità               |
| -------- | --------------- | ------------- | ---------------------- |
| D        | Mohamed El Neny | Basilea       | definitivo (6,3 mln €) |
| D        | Carl Jenkinson  | West Ham Utd  | fine prestito          |
| A        | Serge Gnabry    | West Bromwich | fine prestito          |
| A        | Yaya Sanogo     | Ajax          | fine prestito          |

| Cessioni | Cessioni        | Cessioni     | Cessioni |
| R.       | Nome            | a            | Modalità |
| -------- | --------------- | ------------ | -------- |
| D        | Mathieu Debuchy | Bordeaux     | prestito |
| C        | Glen Kamara     | Southend Utd | prestito |
| A        | Yaya Sanogo     | Charlton     | prestito |

## Risultati

### Premier League
| Arbitro: | Atkinson |

|  |           |                        |
|  | Marcatori | 43’ Kouyaté 57’ Zárate |

| Arbitro: | Mason |

|          |           |                               |
| Ward 28’ | Marcatori | 16’ Giroud 55’ (aut.) Delaney |

| Londra 24 agosto 2015, ore 20:00 WEST 3ª giornata | Arsenal | 0 – 0 referto | Liverpool | Emirates Stadium (60 080 spett.)\| Arbitro: \| Oliver \| |
| Arbitro:                                          | Oliver  |               |           |                                                          |

| Arbitro: | Marriner |

|  |           |                      |
|  | Marcatori | 52’ (aut.) Coloccini |

| Arbitro: | Moss |

|                        |           |  |
| Walcott 31’ Giroud 85’ | Marcatori |  |

| Arbitro: | Dean |

|                        |           |  |
| Zouma 53’ Hazard 90+1’ | Marcatori |  |

| Arbitro: | Pawson |

|                |           |                                                |
| Vardy 13’, 89’ | Marcatori | 18’ Walcott 33’, 57’, 81’ Sánchez 90+3’ Giroud |

| Arbitro: | Taylor |

|                         |           |  |
| Sánchez 6’, 19’ Özil 7’ | Marcatori |  |

| Arbitro: | Jones |

|  |           |                                   |
|  | Marcatori | 62’ Sánchez 68’ Giroud 74’ Ramsey |

| Arbitro: | Mason |

|                          |           |             |
| Giroud 36’ Koscielny 38’ | Marcatori | 44’ Barkley |

| Arbitro: | Friend |

|  |           |                                       |
|  | Marcatori | 49’ Giroud 68’ Koscielny 73’ Campbell |

| Arbitro: | Atkinson |

|           |           |          |
| Gibbs 77’ | Marcatori | 32’ Kane |

| Arbitro: | Clattenburg |

|                                |           |            |
| Morrison 35’ Arteta 40’ (aut.) | Marcatori | 28’ Giroud |

| Arbitro: | Moss |

|             |           |          |
| Grabban 43’ | Marcatori | 30’ Özil |

| Arbitro: | Madley |

|                                      |           |                   |
| Campbell 33’ Giroud 63’ Ramsey 90+3’ | Marcatori | 45’ (aut.) Giroud |

| Arbitro: | Friend |

|  |           |                             |
|  | Marcatori | 8’ (rig.) Giroud 38’ Ramsey |

| Arbitro: | Marriner |

|                          |           |           |
| Walcott 33’ Giroud 45+1’ | Marcatori | 82’ Touré |

| Arbitro: | Moss |

|                                       |           |  |
| Martina 19’ Long 55’, 90+2’ Fonte 69’ | Marcatori |  |

| Arbitro: | East |

|                      |           |  |
| Gabriel 27’ Özil 63’ | Marcatori |  |

| Arbitro: | Taylor |

|               |           |  |
| Koscielny 72’ | Marcatori |  |

| Arbitro: | Jones |

|                            |           |                            |
| Firmino 10’, 19’ Allen 90’ | Marcatori | 14’ Ramsey 25’, 55’ Giroud |

| Stoke-on-Trent 16 gennaio 2016, ore 15:00 WET 22ª giornata | Stoke City | 0 – 0 referto | Arsenal | Britannia Stadium (27 683 spett.)\| Arbitro: \| Pawson \| |
| Arbitro:                                                   | Pawson     |               |         |                                                           |

| Arbitro: | Clattenburg |

|  |           |              |
|  | Marcatori | 23’ D. Costa |

| Londra 2 febbraio 2016, ore 19:45 WET 24ª giornata | Arsenal | 0 – 0 referto | Southampton | Emirates Stadium (60 044 spett.)\| Arbitro: \| Mason \| |
| Arbitro:                                           | Mason   |               |             |                                                         |

| Arbitro: | Friend |

|  |           |                                 |
|  | Marcatori | 23’ Özil 24’ Oxlade-Chamberlain |

| Arbitro: | Atkinson |

|                           |           |           |
| Walcott 70’ Welbeck 90+5’ | Marcatori | 45’ Vardy |

| Arbitro: | Pawson |

|                               |           |                      |
| Rashford 29’, 32’ Herrera 65’ | Marcatori | 40’ Welbeck 69’ Özil |

| Arbitro: | Madley |

|              |           |                            |
| Campbell 15’ | Marcatori | 32’ Routledge 74’ Williams |

| Arbitro: | Oliver |

|                           |           |                        |
| Alderweireld 60’ Kane 62’ | Marcatori | 39’ Ramsey 76’ Sánchez |

| Arbitro: | Moss |

|                 |           |  |
| Sánchez 6’, 38’ | Marcatori |  |

| Arbitro: | Clattenburg |

|  |           |                      |
|  | Marcatori | 7’ Welbeck 42’ Iwobi |

| Arbitro: | Taylor |

|                                               |           |  |
| Sánchez 4’ Iwobi 38’ Bellerín 48’ Walcott 90’ | Marcatori |  |

| Arbitro: | Pawson |

|                         |           |                                    |
| Carroll 44’, 45+2’, 52’ | Marcatori | 18’ Özil 35’ Sánchez 70’ Koscielny |

| Arbitro: | East |

|               |           |             |
| Sánchez 45+1’ | Marcatori | 81’ Bolasie |

| Sunderland 24 aprile 2016, ore 14:05 WEST 35ª giornata | Sunderland | 0 – 0 referto | Arsenal | Stadium of Light (45 420 spett.)\| Arbitro: \| Dean \| |
| Arbitro:                                               | Dean       |               |         |                                                        |

| Arbitro: | Jones |

|             |           |  |
| Welbeck 59’ | Marcatori |  |

| Arbitro: | Taylor |

|                         |           |                        |
| Agüero 8’ De Bruyne 51’ | Marcatori | 10’ Giroud 68’ Sánchez |

| Arbitro: | Clattenburg |

|                                       |           |  |
| Giroud 5’, 78’, 80’ Bunn 90+2’ (aut.) | Marcatori |  |

### FA Cup
| Arbitro: | Atkinson |

|                                    |           |          |
| Campbell 25’ Ramsey 72’ Giroud 75’ | Marcatori | 17’ Lens |

| Arbitro: | East |

|                          |           |           |
| Chambers 19’ Sánchez 53’ | Marcatori | 30’ Vokes |

| Londra 20 febbraio 2016, ore 12:45 WET Quinto turno | Arsenal | 0 – 0 referto | Hull City | Emirates Stadium (59 830 spett.)\| Arbitro: \| Dean \| |
| Arbitro:                                            | Dean    |               |           |                                                        |

| Arbitro: | Friend |

|  |           |                                  |
|  | Marcatori | 41’, 71’ Giroud 77’, 88’ Walcott |

| Arbitro: | Marriner |

|             |           |                          |
| Welbeck 88’ | Marcatori | 50’ Ighalo 63’ Guedioura |

### Football League Cup
| Arbitro: | Marriner |

|                     |           |                  |
| Chambers 56’ (aut.) | Marcatori | 26’, 78’ Flamini |

| Arbitro: | Scott |

|                                           |           |  |
| Wallace 27’ Lucas João 40’ Hutchinson 51’ | Marcatori |  |

### UEFA Champions League

#### Fase a gironi
| Arbitro: | Hațegan |

|                           |           |             |
| Pivarić 24’ Fernándes 58’ | Marcatori | 79’ Walcott |

| Arbitro: | Nijhuis |

|                         |           |                                             |
| Walcott 35’ Sánchez 65’ | Marcatori | 33’ Pardo 40’ (aut.) Ospina 66’ Finnbogason |

| Arbitro: | Çakır |

|                       |           |  |
| Giroud 77’ Özil 90+4’ | Marcatori |  |

| Arbitro: | Rocchi |

|                                                      |           |            |
| Lewandowski 10’ Müller 29’, 89’ Alaba 44’ Robben 55’ | Marcatori | 69’ Giroud |

| Arbitro: | Kassai |

|                           |           |  |
| Özil 29’ Sánchez 33’, 69’ | Marcatori |  |

| Arbitro: | Rizzoli |

|  |           |                             |
|  | Marcatori | 29’, 49’, 67’ (rig.) Giroud |

#### Fase a eliminazione diretta
| Arbitro: | Çakır |

|  |           |                       |
|  | Marcatori | 72’, 83’ (rig.) Messi |

| Arbitro: | Karasëv |

|                                 |           |             |
| Neymar 18’ Suárez 65’ Messi 88’ | Marcatori | 51’ El Neny |

### Community Shield
| Arbitro: | Taylor |

|                        |           |  |
| Oxlade-Chamberlain 24’ | Marcatori |  |

## Statistiche

### Statistiche di squadra
| Competizione     | Punti | In casa | In casa | In casa | In casa | In casa | In casa | In trasferta | In trasferta | In trasferta | In trasferta | In trasferta | In trasferta | Totale | Totale | Totale | Totale | Totale | Totale | DR  |
| Competizione     | Punti | G       | V       | N       | P       | Gf      | Gs      | G            | V            | N            | P            | Gf           | Gs           | G      | V      | N      | P      | Gf     | Gs     | DR  |
| ---------------- | ----- | ------- | ------- | ------- | ------- | ------- | ------- | ------------ | ------------ | ------------ | ------------ | ------------ | ------------ | ------ | ------ | ------ | ------ | ------ | ------ | --- |
| Premier League   | 71    | 19      | 12      | 4       | 3       | 31      | 11      | 19           | 8            | 7            | 4            | 34           | 25           | 38     | 20     | 11     | 7      | 65     | 36     | +29 |
| FA Cup           | -     | 4       | 2       | 1       | 1       | 6       | 4       | 1            | 1            | 0            | 0            | 4            | 0            | 5      | 3      | 1      | 1      | 10     | 4      | +6  |
| League Cup       | -     | 0       | 0       | 0       | 0       | 0       | 0       | 2            | 1            | 0            | 1            | 2            | 4            | 2      | 1      | 0      | 1      | 2      | 4      | -2  |
| Champions League | -     | 4       | 2       | -       | 2       | 7       | 5       | 4            | 1            | 0            | 3            | 9            | 10           | 8      | 3      | 0      | 5      | 13     | 15     | -2  |
| Community Shield | -     | 0       | 0       | 0       | 0       | 0       | 0       | 1            | 1            | 0            | 0            | 1            | 0            | 1      | 1      | 0      | 0      | 1      | 0      | +1  |
| Totale           | 70    | 27      | 16      | 5       | 6       | 44      | 20      | 27           | 12           | 7            | 8            | 46           | 39           | 52     | 27     | 12     | 13     | 91     | 59     | +33 |

### Andamento in campionato
| Giornata  | 1  | 2  | 3 | 4 | 5 | 6 | 7 | 8 | 9 | 10 | 11 | 12 | 13 | 14 | 15 | 16 | 17 | 18 | 19 | 20 | 21 | 22 | 23 | 24 | 25 | 26 | 27 | 28 | 29 | 30 | 31 | 32 | 33 | 34 | 35 | 36 | 37 | 38 |
| --------- | -- | -- | - | - | - | - | - | - | - | -- | -- | -- | -- | -- | -- | -- | -- | -- | -- | -- | -- | -- | -- | -- | -- | -- | -- | -- | -- | -- | -- | -- | -- | -- | -- | -- | -- | -- |
| Luogo     | C  | T  | C | T | C | T | T | C | T | C  | T  | C  | T  | T  | C  | T  | C  | T  | C  | C  | T  | T  | C  | C  | T  | C  | T  | C  | T  | C  | T  | C  | T  | C  | T  | C  | T  | C  |
| Risultato | P  | V  | N | V | V | P | V | V | V | V  | V  | N  | P  | N  | V  | V  | V  | P  | V  | V  | N  | N  | P  | N  | V  | V  | P  | P  | N  | V  | V  | V  | N  | N  | N  | V  | N  | V  |
| Posizione | 20 | 11 | 9 | 6 | 4 | 5 | 4 | 2 | 2 | 2  | 2  | 2  | 3  | 4  | 2  | 2  | 2  | 2  | 1  | 1  | 1  | 1  | 3  | 4  | 3  | 3  | 3  | 3  | 3  | 3  | 3  | 3  | 3  | 4  | 4  | 3  | 3  | 2  |

Legenda:

Luogo: C = Casa; T = Trasferta. Risultato: V = Vittoria; N = Pareggio; P = Sconfitta.